# Maria Sèthe
Maria Sèthe (1er septembre 1867 - 27 juillet 1943, née Marie-Louise Sèthe, aussi connue sous le nom de Maria Van de Velde) était une designeuse, théoricienne de l'art et enseignante du XIXe siècle née à Paris. Elle est issue d’une famille aisée et a contribué à l’avant-garde de la mode artistique féminine ainsi qu’à l’émancipation et la diffusion du mouvement Arts & Crafts. La jeune femme était cultivée et intéressée par les questions sociopolitiques et artistiques, elle parlait parfaitement l'allemand et l'anglais en plus du français,,.

## Famille
Sa mère, Louise Frédérique Seyberth, d’origine rhénane, née à Wiesbaden, était interprète et amatrice d’art et son père, Gérard Sèthe, un riche industriel dans le textile.
Son grand-père paternel travaillait comme astronome à la cour du Prince de Hesse[réf. nécessaire], il était allemand pour ensuite prendre la nationalité néerlandaise.
Maria Sèthe avait des sœurs et frère : Alice Adolphine Dubois, Irma Saenger-Sèthe et Walter Sèthe; sa sœur Irma était une « violoniste talentueuse » et élève de Eugène Ysaÿe,.

## Biographie
Elle a grandi pendant 3 ans à Paris pour ensuite déménager en Belgique dans la commune d'Uccle en 1870. Elle a baigné dans une atmosphère artistique par le biais de sa mère qui rassemblait dans sa maison de jeunes virtuoses et artistes du cercle « Les XX ». Maria Sèthe était passionnée de piano et a étudié la peinture avec Théo Van Rysselberghe.
Elle s'est rendu à Londres pour y étudier le mouvement Arts & Crafts et particulièrement l’ornementation des tissus de William Morris avec qui elle a été en contact.

### Rencontre avec Henry Van de Velde
Maria Sèthe a été une importante collaboratrice, supportrice et confidente de son mari Henry Van de Velde tout au long de sa carrière comme le prouve leurs différents échanges par lettres. C’est par l’intermédiaire de son professeur de peinture qu’elle rencontrera l’architecte Henry Van de Velde en 1893 et qu’ils entamèrent leur relation lors d’un voyage de vacance dans la ville néerlandaise de Cadzand. Ils échangèrent par la suite de nombreuses lettres dans lesquelles elle encouragea fortement Van de Velde à persister dans sa passion :
« Concentre tous tes efforts à réaliser ton rêve d’artiste. (…) Ce rêve est bien trop cher et non difficile à réaliser même lorsque tu te trouveras face à des difficultés. Je t’assure que je ferai tout mon possible pour continuer à t’épauler et ce même dans les périodes compliquées »
La confiance de Maria Sèthe lui a permis de parfaire son art et de s’éloigner de la peinture pour se réorienter et se consacrer aux arts décoratifs. Tout cela a eu un fort impact sur lui et notamment sur ses doutes concernant l’image qu’il avait de lui-même en tant que peintre. Henry Van de Velde l'appellera à plusieurs reprises « Mademoiselle-de-tous-les-pouvoirs ».

### Séjour à Londres
En vue de la préparation de Van de Velde d’un séminaire sur « L’histoire et l’industrie de l’art » pour l’académie royale des beaux-arts qui allait avoir lieu en octobre 1893 à Anvers, Maria Sèthe retourna à Londres en juillet 1893. Elle proposa dès lors de faire des recherches et de se documenter sur des artistes anglais. Sur la demande de Henry Van de Velde elle fera des recherches particulièrement sur les travaux de William Morris qu’il admirait et avec qui Maria Sèthe était en contact,,.
Maria Sèthe collabora en juillet avec l'artiste belge Frank Branwyn (1867-1956), qui avait également étudié à Londres et travaillé comme décorateur d'intérieur dans le studio de Morris. Elle réalisa d’ailleurs dans son atelier un dessin que Van de Velde réutilisera comme modèle pour le papier peint « Dahlia ».
Elle se renseigna auprès de peintres, visitera une exposition de Edwards Burne-Jones (un ami de William Morris) et se rendit à l’atelier de William Morris à Hammersmith.
Elle réalisa toute une série d’écrits sur les papiers peints de l’Essex & Co et Jeffrey & Co, sur les illustrations de Aubrey Beardsley, sur les architectes et designers C.F.A Voysey, sur une poterie de William Morgan ainsi que sur un siège de Philipp Webb décoré par Morris. Mais elle traduisit également pour Henry Van de Velde des traités de William Morris pour qu'il puisse s'en servir et les diffuser à ses élèves.
Tout cela lui permit de fournir à Henry Van de Velde une grande quantité d'informations, tel que des documents théoriques, du matériel d'illustration, des adresses d’ateliers de meubles et de fabricants de papiers peints de renoms.
Enfin, Maria Sèthe retourna prématurément en Belgique avec des tissus et divers échantillons pour l'aider avec le séminaire.
Henry Van De Velde écrivit que commence alors le « début de leur croisade » et ils travaillèrent ensemble dans l'esprit de promouvoir le mouvement de réforme du mouvement Arts & Crafts sur le continent.
Maria Sèthe et Henry van De Velde se marièrent en 1894 et la mère de Maria Sèthe acheta une parcelle de terrain en face de sa maison pour qu’ils puissent construire leur propre logis qu’ils baptisèrent « Le Bloemenwerf » en référence à une modeste maison de campagne qu’ils avaient découvert pendant leur voyage de noces entre Utrecht et Amsterdam,.

### La création du «Bloemenwerf»
Le Bloemenwerf est la première maison qu’Henry Van de Velde réalisa en collaboration avec Maria Sèthe, les travaux se terminèrent en 1896 et ils y installèrent leur atelier. Maria et Henry couvrirent les murs de leur maison avec des papiers peints qu’ils conçurent ensemble, le modèle « Dalia » dans le hall et le papier peint « Tulipe » dans la salle à manger. Maria Sèthe se chargea en plus de dessiner le jardin qu’elle souhaita très fleuri en voulant créer un lien avec les papiers peints des salons intérieurs.
C’est la mère de Maria qui devint leur première cliente et leur demanda de concevoir un meuble à violon pour la sœur de Maria, Irma Sèthe.
Pendant le reste du temps ils se consacraient tous les deux à la recherche de documents permettant d’améliorer et diffuser le mouvement Arts & Crafts.

### Nota bene
Cependant, alors que Van de Velde est devenu l'un des artistes les plus importants de l'histoire de l'art européen en tant que peintre, artisan, plasticien et artiste; Maria Sèthe ne se voit accorder aucune importance, ni en tant qu'artiste ni en tant que principale assistante de Henry Van de Velde. Et cela alors même qu'il mentionne dans ses mémoires l’importance de leurs collaborations et le fait qu’elle soit en grande partie responsable de sa carrière artistique,.

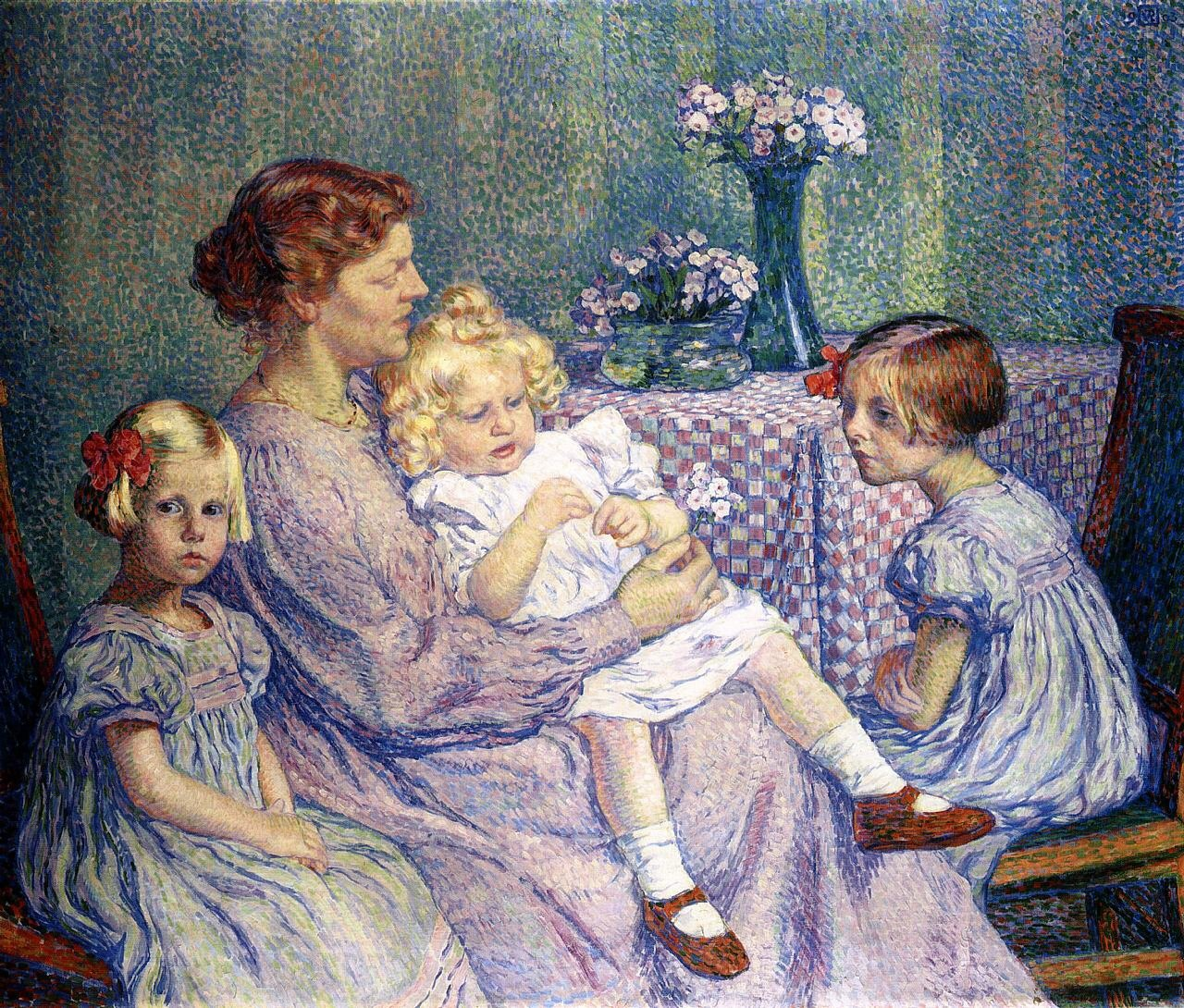
Madame Van de Velde et ses enfants
Théo Van Rysselberghe, 1903
Petit Palais (Genève)

Les confessions de Henry Van de Velde montrent à quel point Maria Sèthe collaborait d'égal à égal et son importance capitale dans la volonté de leur réforme des arts appliqués. Il ne faut pas non plus oublier que, outre la poursuite de ses objectifs artistiques, Maria Sèthe était également une épouse, une femme au foyer et une mère.
Cependant la dévotion de Maria Sèthe pour Van de Velde semblait être fondée sur le fait que la jeune femme de vingt-six ans voulait échapper à son existence insatisfaite, son désir de s'engager totalement dans les objectifs de Van de Velde lui a donné un nouveau but dans la vie, qu'elle a perçu et vécu de manière unique.
Elle écrira avec enthousiasme : « Je travaille pour vous avec beaucoup d'amour » et, dans sa gratitude, elle se demande même si sa foi ne va pas lui causer des difficultés. L'aveu courageux de son désir de sacrifice va devenir symptomatique de la relation entre les deux partenaires qui durera un demi-siècle.

## Carrière

### Œuvres
Elle a été une artiste talentueuse dont il est devenu aujourd’hui difficile d’attribuer avec certitude ses créations tant celles-ci se noient dans les œuvres de son époux,. On sait qu'ils ont travaillé en collaboration sur plusieurs papiers peints et vêtements. Cependant, certaines de ses œuvres ont pu être facilement répertoriées.
En 1900 elle publia le livre Album de robes de dames exécutées d’après des projets d’artistes modernes avec une préface et six modèles de vêtements qui ont été exposés lors d'un grand défilé de mode général à Krefel la même année.
Son livre a contribué à ce qu’on appelle la réforme vestimentaire.
En 1915, la deuxième année de la guerre, elle édita avec minutie divers essais de Van de Velde destinés à la publication du livre Les Formules de la beauté architectonique moderne. Elle choisit les caractères et, avec le typographe, prépara l'impression dans l'atelier du Cranach-Presse de Kessler à Weimar, après avoir vérifié et copié les manuscrits de Van de Velde.
Enfin, en 1916, elle supervisa la production de La Puissance des morts de Maurice Maeterlinck, toujours au Cranach-Presse.

### Modèle
Maria Sèthe a manifestement joué un grand rôle dans la conception ainsi que dans l'exécution des robes de réforme, qu'elle représentait elle-même en tant que mannequin,.
Elle était à l'avant-garde de la mode artistique féminine, Maria Sèthe à d'ailleurs encouragé Van de Velde à redéfinir et enrichir la mode feminine, elle était d'ailleurs le modèle principal de Van de Velde lorsqu’il pensait et essayait de nouveaux vêtements. Elle est restée dans le viseur de nombreux photographes de mode et de la mise en scène de la mode conçue par des artistes.
Maria Sèthe souligna la nécessité de réformer la conception de la mode féminine afin de « créer des modèles de vêtements plus logiques, plus sains et, en même temps, plus beaux que ceux créés par la mode ».

### Une femme aux talents multiples
En outre, elle a également travaillé comme secrétaire et traductrice de lettres et de journaux et a été la directrice de l'atelier dans chaque lieu de résidence où elle a supervisé les dessins et coordonné le transport.
Elle s'occupait de la correspondance et traduisait en allemand les lettres officielles de Van de Velde, elle apaisait les clients impatients qui devaient attendre la livraison de leurs commandes, réglait les transactions financières, rappelait le règlement des factures et payait les impôts.
Elle a agi en tant que gestionnaire des négociations contractuelles d’un mari souvent en voyage d’affaires.
Elle a supervisé l'impression de la campagne « Tropon » conçue par van de Velde.